# Alibaba Pictures
Alibaba Pictures Group је кинеска продуцентска кућа са седиштем у Шангају. Основана је под називом ChinaVision Media, али је крајем 2014. године преузима Alibaba Group који јој касније мења назив у Alibaba Pictures Group. До априла 2015. била је највећа кинеска продуцентска кућа по вредности, са тржишном вредношћу од 8,77 милијарди долара, а до јуна исте године вредела је 9,6 милијарди долара.